# Sean Combs/Diskografie
Diese Diskografie ist eine Übersicht über die musikalischen Werke des US-amerikanischen Rappers Sean Combs, der auch unter seinen Pseudonymen Diddy-Dirty-Money, Diddy, P. Diddy, Sean John, Puff Daddy, Puffy und Bad Boy bekannt ist. Den Quellenangaben und Schallplattenauszeichnungen zufolge hat er bisher mehr als 75,7 Millionen Tonträger verkauft, davon allein in seiner Heimat über 52 Millionen. Seine erfolgreichste Veröffentlichung ist das Debütalbum No Way Out mit über 8,8 Millionen verkauften Einheiten. Zudem zählt sein Lied I’ll Be Missing You zu den erfolgreichsten Rapsongs der Geschichte und verkaufte sich allein in Deutschland mehr als 1,5 Millionen Mal.

## Alben

### Studioalben
| Jahr | Titel Pseudonym                                    | Höchstplatzierung, Gesamtwochen, AuszeichnungChartplatzierungen (Jahr, Titel, Pseudonym, Platzierungen, Wochen, Auszeichnungen, Anmerkungen) | Höchstplatzierung, Gesamtwochen, AuszeichnungChartplatzierungen (Jahr, Titel, Pseudonym, Platzierungen, Wochen, Auszeichnungen, Anmerkungen) | Höchstplatzierung, Gesamtwochen, AuszeichnungChartplatzierungen (Jahr, Titel, Pseudonym, Platzierungen, Wochen, Auszeichnungen, Anmerkungen) | Höchstplatzierung, Gesamtwochen, AuszeichnungChartplatzierungen (Jahr, Titel, Pseudonym, Platzierungen, Wochen, Auszeichnungen, Anmerkungen) | Höchstplatzierung, Gesamtwochen, AuszeichnungChartplatzierungen (Jahr, Titel, Pseudonym, Platzierungen, Wochen, Auszeichnungen, Anmerkungen) | Anmerkungen                                                 |
| Jahr | Titel Pseudonym                                    | DE | AT | CH | UK | US | Anmerkungen                                                 |
| ---- | -------------------------------------------------- | --- | --- | --- | --- | --- | ----------------------------------------------------------- |
| 1997 | No Way Out Puff Daddy & The Family                 | DE2 (24 Wo.)DE | AT1 Gold · (16 Wo.)AT | CH1 Platin · (18 Wo.)CH | UK8 Gold · (20 Wo.)UK | US1 ×7Siebenfachplatin · (66 Wo.)US | Erstveröffentlichung: 21. Juli 1997 Verkäufe: + 8.892.500   |
| 1999 | Forever Puff Daddy                                 | DE4 (30 Wo.)DE | AT19 (11 Wo.)AT | CH7 (21 Wo.)CH | UK9 Gold · (10 Wo.)UK | US2 Platin · (27 Wo.)US | Erstveröffentlichung: 23. August 1999 Verkäufe: + 1.200.000 |
| 2001 | The Saga Continues … P. Diddy & The Bad Boy Family | DE14 (6 Wo.)DE | AT42 (4 Wo.)AT | CH43 (6 Wo.)CH | UK89 Silber · (2 Wo.)UK | US2 (19 Wo.)US | Erstveröffentlichung: 19. Juni 2001 Verkäufe: + 110.000     |
| 2006 | Press Play Diddy bzw. P. Diddy                     | DE32 (9 Wo.)DE | AT41 (9 Wo.)AT | CH9 (11 Wo.)CH | UK11 Gold · (24 Wo.)UK | US1 Gold · (33 Wo.)US | Erstveröffentlichung: 17. Oktober 2006 Verkäufe: + 675.000  |
| 2010 | Last Train to Paris Diddy-Dirty Money              | DE52 (1 Wo.)DE | — | CH64 (8 Wo.)CH | UK24 (2 Wo.)UK | US7 (14 Wo.)US | Erstveröffentlichung: 14. Dezember 2010                     |
| 2023 | The Love Album: Off the Grid Diddy                 | — | — | CH57 (1 Wo.)CH | — | US19 (7 Wo.)US | Erstveröffentlichung: 15. September 2023                    |

### Remixalben
| Jahr | Titel Pseudonym                                  | Höchstplatzierung, Gesamtwochen, AuszeichnungChartplatzierungen (Jahr, Titel, Pseudonym, Platzierungen, Wochen, Auszeichnungen, Anmerkungen) | Höchstplatzierung, Gesamtwochen, AuszeichnungChartplatzierungen (Jahr, Titel, Pseudonym, Platzierungen, Wochen, Auszeichnungen, Anmerkungen) | Höchstplatzierung, Gesamtwochen, AuszeichnungChartplatzierungen (Jahr, Titel, Pseudonym, Platzierungen, Wochen, Auszeichnungen, Anmerkungen) | Höchstplatzierung, Gesamtwochen, AuszeichnungChartplatzierungen (Jahr, Titel, Pseudonym, Platzierungen, Wochen, Auszeichnungen, Anmerkungen) | Höchstplatzierung, Gesamtwochen, AuszeichnungChartplatzierungen (Jahr, Titel, Pseudonym, Platzierungen, Wochen, Auszeichnungen, Anmerkungen) | Anmerkungen                                              |
| Jahr | Titel Pseudonym                                  | DE | AT | CH | UK | US | Anmerkungen                                              |
| ---- | ------------------------------------------------ | --- | --- | --- | --- | --- | -------------------------------------------------------- |
| 2002 | We Invented the Remix P. Diddy & Bad Boy Records | — | — | — | UK17 Gold · (22 Wo.)UK | US1 Platin · (25 Wo.)US | Erstveröffentlichung: 21. Mai 2002 Verkäufe: + 1.100.000 |

### Mixtapes
- 2011: Love Love vs Hate Love
- 2015: MMM (Money Making Mitch)

## Singles

### Als Leadmusiker
| Jahr | Titel Album                                                                | Höchstplatzierung, Gesamtwochen, AuszeichnungChartplatzierungen (Jahr, Titel, Album, Platzierungen, Wochen, Auszeichnungen, Anmerkungen) | Höchstplatzierung, Gesamtwochen, AuszeichnungChartplatzierungen (Jahr, Titel, Album, Platzierungen, Wochen, Auszeichnungen, Anmerkungen) | Höchstplatzierung, Gesamtwochen, AuszeichnungChartplatzierungen (Jahr, Titel, Album, Platzierungen, Wochen, Auszeichnungen, Anmerkungen) | Höchstplatzierung, Gesamtwochen, AuszeichnungChartplatzierungen (Jahr, Titel, Album, Platzierungen, Wochen, Auszeichnungen, Anmerkungen) | Höchstplatzierung, Gesamtwochen, AuszeichnungChartplatzierungen (Jahr, Titel, Album, Platzierungen, Wochen, Auszeichnungen, Anmerkungen) | Anmerkungen                                                                                                   | [↑]: gemeinsam behandelt mit vorhergehendem Eintrag; [←]: in beiden Charts platziert |
| Jahr | Titel Album                                                                | DE | AT | CH | UK | US | Anmerkungen                                                                                                   |                                                                                      |
| ---- | -------------------------------------------------------------------------- | --- | --- | --- | --- | --- | --- | ------------------------------------------------------------------------------------ |
| 1997 | Can’t Nobody Hold Me Down No Way Out                                       | DE23 (21 Wo.)DE | — | CH37 (2 Wo.)CH | UK19 (6 Wo.)UK | US1 ×2Doppelplatin · (28 Wo.)US | Erstveröffentlichung: 6. Januar 1997 Verkäufe: + 2.000.000; feat. Ma$e                                        |                                                                                      |
| 1997 | I’ll Be Missing You No Way Out                                             | DE1 ×3Dreifachplatin · (28 Wo.)DE | AT1 ×2Doppelplatin · (23 Wo.)AT | CH1 ×2Doppelplatin · (33 Wo.)CH | UK1 ×4Vierfachplatin · (32 Wo.)UK | US1 ×3Dreifachplatin · (26 Wo.)US | Erstveröffentlichung: 27. Mai 1997 Verkäufe: + 8.315.000; feat. Faith Evans & 112                             |                                                                                      |
| 1997 | It’s All About the Benjamins No Way Out                                    | — | — | — | UK18 (3 Wo.)UK | US42 (1 Wo.)US | Erstveröffentlichung: 30. Juni 1997 feat. The Notorious B.I.G., Lil’ Kim & The LOX                            |                                                                                      |
| 1997 | Been Around the World No Way Out                                           | DE41 (9 Wo.)DE | AT26 (8 Wo.)AT | CH39 (4 Wo.)CH | UK20 (9 Wo.)UK | US2 Platin · (20 Wo.)US | Erstveröffentlichung: 18. November 1997 Verkäufe: + 1.010.000; feat. The Notorious B.I.G. & Ma$e              |                                                                                      |
| 1998 | Victory No Way Out                                                         | DE67 (3 Wo.)DE | — | — | — | US19 Gold · (20 Wo.)US | Erstveröffentlichung: 17. März 1998 Verkäufe: + 500.000; feat. The Notorious B.I.G. & Busta Rhymes            |                                                                                      |
| 1998 | Come with Me Godzilla OST                                                  | DE3 Platin · (25 Wo.)DE | AT3 Gold · (21 Wo.)AT | CH2 Gold · (25 Wo.)CH | UK2 Silber · (14 Wo.)UK | US4 Platin · (20 Wo.)US | Erstveröffentlichung: 21. Juli 1998 Verkäufe: + 1.980.000; feat. Jimmy Page                                   |                                                                                      |
| 1999 | P.E. 2000 Forever                                                          | DE14 (13 Wo.)DE | — | CH24 (6 Wo.)CH | UK13 (4 Wo.)UK | — | Erstveröffentlichung: 24. August 1999 feat. Hurricane G                                                       |                                                                                      |
| 1999 | Satisfy You Forever                                                        | DE2 Gold · (18 Wo.)DE | AT17 (11 Wo.)AT | CH6 (17 Wo.)CH | UK8 Silber · (11 Wo.)UK | US2 Gold · (20 Wo.)US | Erstveröffentlichung: 11. Oktober 1999 Verkäufe: + 975.000; feat. R. Kelly                                    |                                                                                      |
| 1999 | Best Friend Forever                                                        | DE35 (9 Wo.)DE | — | CH44 (9 Wo.)CH | UK24 (4 Wo.)UK | US59 (5 Wo.)US | Erstveröffentlichung: 30. November 1999 feat. Mario Winans                                                    |                                                                                      |
| 1999 | Do You Like It…Do You Want It Forever                                      | — | — | — | — | — | Erstveröffentlichung: 1999 feat. Jay-Z                                                                        |                                                                                      |
| 2001 | Let’s Get It The Saga Continues …                                          | — | — | — | — | US80 (9 Wo.)US | Erstveröffentlichung: 2001 mit G. Dep feat. Black Rob                                                         |                                                                                      |
| 2001 | Bad Boy for Life The Saga Continues …                                      | DE6 (12 Wo.)DE | AT41 (9 Wo.)AT | CH20 (19 Wo.)CH | UK13 Silber · (8 Wo.)UK | US33 (12 Wo.)US | Erstveröffentlichung: 10. Juli 2001 feat. Black Rob & Mark Curry                                              |                                                                                      |
| 2001 | Diddy The Saga Continues …                                                 | DE59 (6 Wo.)DE | — | CH84 (2 Wo.)CH | UK19 (5 Wo.)UK | US66 (9 Wo.)US | Erstveröffentlichung: 9. Oktober 2001 feat. The Neptunes                                                      |                                                                                      |
| 2002 | I Need a Girl (Part One) We Invented the Remix                             | DE8 (20 Wo.)DE | AT32 (14 Wo.)AT | CH5 Gold · (25 Wo.)CH | UK4 Silber (Part II) · (16 Wo.)UK | US2 (23 Wo.)US | Erstveröffentlichung: 26. Februar 2002 Verkäufe: + 65.000; feat. Usher & Loon                                 |                                                                                      |
| 2002 | I Need a Girl (Part Two) We Invented the Remix[DE: ↑][AT: ↑][CH: ↑][UK: ↑] | DE8 (20 Wo.)DE | AT32 (14 Wo.)AT | CH5 Gold · (25 Wo.)CH | UK4 Silber (Part II) · (16 Wo.)UK | US4 (26 Wo.)US | Erstveröffentlichung: 21. Mai 2002 Verkäufe: + 200.000; mit Ginuwine feat. Loon, Mario Winans & Tammy Ruggeri |                                                                                      |
| 2002 | Dance with Us The Wild Thornberrys Movie Soundtrack                        | — | — | — | — | — | Erstveröffentlichung: 19. November 2002 mit Brandy feat. Bow Wow                                              |                                                                                      |
| 2003 | Show Me Your Soul Bad Boys II O.S.T.                                       | DE61 (6 Wo.)DE | — | CH62 (7 Wo.)CH | UK35 (2 Wo.)UK | — | Erstveröffentlichung: 2003 mit Lenny Kravitz, Loon & Pharrell Williams                                        |                                                                                      |
| 2004 | Let’s Get III –                                                            | — | — | — | UK25 (3 Wo.)UK | — | Erstveröffentlichung: 19. Juli 2004 feat. Kelis                                                               |                                                                                      |
| 2006 | Come to Me Press Play                                                      | DE6 Gold · (18 Wo.)DE | AT8 (16 Wo.)AT | CH3 (23 Wo.)CH | UK4 Silber · (14 Wo.)UK | US9 (14 Wo.)US | Erstveröffentlichung: 12. September 2006 Verkäufe: + 350.000; feat. Nicole Scherzinger                        |                                                                                      |
| 2006 | Tell Me Press Play                                                         | DE5 (15 Wo.)DE | AT19 (12 Wo.)AT | CH7 (14 Wo.)CH | UK8 Silber · (18 Wo.)UK | US47 (20 Wo.)US | Erstveröffentlichung: 14. November 2006 Verkäufe: + 200.000; feat. Christina Aguilera                         |                                                                                      |
| 2007 | Last Night Press Play                                                      | DE25 (19 Wo.)DE | AT54 (8 Wo.)AT | CH33 (23 Wo.)CH | UK14 Silber · (18 Wo.)UK | US10 (22 Wo.)US | Erstveröffentlichung: 27. Februar 2007 Verkäufe: + 230.000; feat. Keyshia Cole                                |                                                                                      |
| 2007 | Through the Pain (She Told Me) Press Play                                  | DE46 (6 Wo.)DE | — | — | UK50 (4 Wo.)UK | — | Erstveröffentlichung: 6. August 2007 feat. Mario Winans                                                       |                                                                                      |
| 2009 | Diddy Boppin’ –                                                            | — | — | — | — | — | Erstveröffentlichung: 26. Mai 2009 feat. Yung Joc & Xplicit                                                   |                                                                                      |
| 2009 | Angels Last Train to Paris                                                 | — | — | — | — | — | Erstveröffentlichung: 3. November 2009 mit Dirty Money feat. The Notorious B.I.G.                             |                                                                                      |
| 2009 | Love Come Down –                                                           | — | — | — | — | — | Erstveröffentlichung: 2009 mit Dirty Money                                                                    |                                                                                      |
| 2010 | Hello Good Morning Last Train to Paris                                     | — | — | CH65 (1 Wo.)CH | UK22 (6 Wo.)UK | US27 Gold · (6 Wo.)US | Erstveröffentlichung: 30. März 2010 Verkäufe: + 500.000; feat. T.I.; Remix feat. Nicki Minaj & Rick Ross      |                                                                                      |
| 2010 | Loving You No More Last Train to Paris                                     | — | — | — | — | US91 (2 Wo.)US | Erstveröffentlichung: 21. September 2010 mit Drake                                                            |                                                                                      |
| 2010 | Coming Home Last Train to Paris                                            | DE4 Platin · (24 Wo.)DE | AT8 (22 Wo.)AT | CH1 Platin · (32 Wo.)CH | UK4 Platin · (17 Wo.)UK | US11 ×2Doppelplatin · (24 Wo.)US | Erstveröffentlichung: 21. November 2010 Verkäufe: + 3.452.800; feat. Skylar Grey                              |                                                                                      |
| 2011 | Your Love Last Train to Paris                                              | — | — | — | — | — | Erstveröffentlichung: 15. März 2011 mit Dirty Money feat. Trey Songz                                          |                                                                                      |
| 2011 | Ass on the Floor Last Train to Paris                                       | — | — | — | — | — | Erstveröffentlichung: 4. April 2011 mit Dirty Money feat. Swizz Beatz                                         |                                                                                      |
| 2014 | Big Homie –                                                                | — | — | — | — | — | Erstveröffentlichung: 24. März 2014 feat. Rick Ross & French Montana                                          |                                                                                      |
| 2014 | I Want the Love –                                                          | — | — | — | — | — | Erstveröffentlichung: 10. Juni 2014 feat. Meek Mill                                                           |                                                                                      |
| 2015 | Workin MMM                                                                 | — | — | — | — | — | Erstveröffentlichung: 13. Oktober 2015 mit The Family                                                         |                                                                                      |
| 2015 | Finna Get Loose –                                                          | — | — | — | — | — | Erstveröffentlichung: 16. Oktober 2015 mit The Family feat. Pharrell Williams                                 |                                                                                      |
| 2017 | Watcha Gon’ Do? –                                                          | — | — | — | — | — | Erstveröffentlichung: 22. Juli 2017 feat. The Notorious B.I.G. und Rick Ross                                  |                                                                                      |
| 2022 | Gotta Move On –                                                            | — | — | — | — | US79 (7 Wo.)US | Erstveröffentlichung: 17. Juni 2022 feat. Bryson Tiller                                                       |                                                                                      |
| 2023 | Another One of Me The Love Album: Off the Grid                             | — | — | — | UK98 (1 Wo.)UK | US87 (1 Wo.)US | Erstveröffentlichung: 15. September 2023 feat. The Weeknd, French Montana & 21 Savage                         |                                                                                      |

### Als Gastmusiker
| Jahr | Titel Album                           | Höchstplatzierung, Gesamtwochen, AuszeichnungChartplatzierungen (Jahr, Titel, Album, Platzierungen, Wochen, Auszeichnungen, Anmerkungen) | Höchstplatzierung, Gesamtwochen, AuszeichnungChartplatzierungen (Jahr, Titel, Album, Platzierungen, Wochen, Auszeichnungen, Anmerkungen) | Höchstplatzierung, Gesamtwochen, AuszeichnungChartplatzierungen (Jahr, Titel, Album, Platzierungen, Wochen, Auszeichnungen, Anmerkungen) | Höchstplatzierung, Gesamtwochen, AuszeichnungChartplatzierungen (Jahr, Titel, Album, Platzierungen, Wochen, Auszeichnungen, Anmerkungen) | Höchstplatzierung, Gesamtwochen, AuszeichnungChartplatzierungen (Jahr, Titel, Album, Platzierungen, Wochen, Auszeichnungen, Anmerkungen) | Anmerkungen |
| Jahr | Titel Album                           | DE | AT | CH | UK | US | Anmerkungen |
| ---- | ------------------------------------- | --- | --- | --- | --- | --- | --- |
| 1996 | No Time HardCore                      | — | — | — | UK45 (2 Wo.)UK | US18 (8 Wo.)US | Erstveröffentlichung: 1. Oktober 1996 Lil’ Kim feat. Puff Daddy                                                                  |
| 1997 | Mo Money Mo Problems Life After Death | DE11 (17 Wo.)DE | AT31 (5 Wo.)AT | CH8 (13 Wo.)CH | UK6 Platin · (11 Wo.)UK | US1 Platin · (28 Wo.)US | Erstveröffentlichung: 14. Juli 1997 Verkäufe: + 1.725.000; The Notorious B.I.G. feat. Puff Daddy, Ma$e & Kelly Price             |
| 1997 | Someone Release Some Tension          | — | — | — | — | US19 (20 Wo.)US | Erstveröffentlichung: 14. Juli 1997 SWV feat. Puff Daddy                                                                         |
| 1998 | Lookin’ at Me Harlem World            | — | — | — | — | US8 Gold · (6 Wo.)US | Erstveröffentlichung: 6. Juli 1998 Verkäufe: + 500.000; Ma$e feat. Puff Daddy                                                    |
| 1998 | All Night Long Keep the Faith         | — | — | — | UK23 (3 Wo.)UK | US9 (19 Wo.)US | Erstveröffentlichung: 20. März 1999 Faith Evans feat. Puff Daddy                                                                 |
| 1999 | Hate Me Now I Am…                     | DE11 (12 Wo.)DE | AT32 (7 Wo.)AT | CH30 (8 Wo.)CH | UK14 (8 Wo.)UK | US62 (8 Wo.)US | Erstveröffentlichung: 6. April 1999 Nas feat. Puff Daddy                                                                         |
| 2000 | Notorious B.I.G. Born Again           | DE56 (8 Wo.)DE | — | CH68 (8 Wo.)CH | UK16 (7 Wo.)UK | US82 (3 Wo.)US | Erstveröffentlichung: 25. Januar 2000 The Notorious B.I.G. feat. Puff Daddy & Lil’ Kim                                           |
| 2001 | Son of a Gun (Remix) All For You      | DE69 (6 Wo.)DE | — | — | — | US28 (12 Wo.)US | Erstveröffentlichung: 26. Dezember 2001 Janet Jackson feat. Carly Simon, Missy Elliott, & P. Diddy                               |
| 2001 | Trade It All Street Dreams            | DE79 (6 Wo.)DE | — | — | — | US20 (18 Wo.)US | Erstveröffentlichung: 2001 Fabolous feat. P. Diddy & Jagged Edge                                                                 |
| 2002 | Pass the Courvoisier, Part II Genesis | DE27 (9 Wo.)DE | — | CH58 (7 Wo.)CH | UK16 (11 Wo.)UK | US11 (20 Wo.)US | Erstveröffentlichung: 15. April 2002 Busta Rhymes feat. P. Diddy & Pharrell Williams                                             |
| 2002 | Unfoolish Ashanti                     | DE91 (3 Wo.)DE | — | — | UK— SilberUK | — | Erstveröffentlichung: 16. Juni 2002 Ashanti feat. The Notorious B.I.G. & P. Diddy                                                |
| 2002 | Do That Birdman                       | — | — | — | — | US80 (4 Wo.)US | Erstveröffentlichung: 29. Oktober 2002 Birdman feat. P. Diddy, Mannie Fresh & Tateeze                                            |
| 2002 | Bump, Bump, Bump Pandemonium!         | DE7 Gold · (16 Wo.)DE | AT48 (10 Wo.)AT | CH2 (23 Wo.)CH | UK11 Silber · (8 Wo.)UK | US1 (22 Wo.)US | Erstveröffentlichung: 26. November 2002 B2K feat. P. Diddy                                                                       |
| 2003 | Shake Ya Tailfeather Murphy’s Law     | DE26 (10 Wo.)DE | AT29 (10 Wo.)AT | CH10 (12 Wo.)CH | UK10 (8 Wo.)UK | US1 Gold · (30 Wo.)US | Erstveröffentlichung: 23. September 2003 Verkäufe: + 575.000; Murphy Lee feat. Nelly & P. Diddy                                  |
| 2004 | I Don’t Wanna Know Hurt No More       | DE1 Gold · (15 Wo.)DE | AT6 (20 Wo.)AT | CH2 (25 Wo.)CH | UK1 Silber (Physisch) + Silber (Digital) · (17 Wo.)UK                                                                                    | US2 Platin · (30 Wo.)US | Erstveröffentlichung: 25. Mai 2004 Verkäufe: + 1.655.000; Mario Winans feat. P. Diddy & Enya                                     |
| 2004 | Breathe, Stretch, Shake Welcome Back  | — | — | CH41 (5 Wo.)CH | UK29 (3 Wo.)UK | US28 Gold · (16 Wo.)US | Erstveröffentlichung: 14. Dezember 2004 Verkäufe: + 500.000; Ma$e feat. P. Diddy                                                 |
| 2005 | Nasty Girl Duets: The Final Chapter   | DE8 (15 Wo.)DE | AT23 (13 Wo.)AT | CH14 (19 Wo.)CH | UK1 Platin · (22 Wo.)UK | US44 Gold + Gold (Mastertone) · (15 Wo.)US                                                                                               | Erstveröffentlichung: 11. Oktober 2005 Verkäufe: + 1.630.000; The Notorious B.I.G. feat. Diddy, Nelly, Jagged Edge & Avery Storm |
| 2007 | Get Buck in Here Go DJ!               | — | — | — | — | US41 Gold · (18 Wo.)US | Erstveröffentlichung: 4. Juli 2007 Verkäufe: + 500.000; DJ Felli Fel feat. Diddy, Akon, Ludacris & Lil Jon                       |
| 2009 | Imma Put It on Her Forever in a Day   | — | — | — | — | US79 (3 Wo.)US | Erstveröffentlichung: 31. März 2009 Day26 feat. Yung Joc & Diddy                                                                 |
| 2012 | I’m on You Welcome to DJ Antoine      | DE50 (10 Wo.)DE | — | CH67 (2 Wo.)CH | — | — | Erstveröffentlichung: 21. Februar 2012 Timati feat. P. Diddy, DJ Antoine & Dirty Money                                           |

## Sonderveröffentlichungen
Gastbeiträge
| Jahr | Titel                                    | Interpretation                                                                 |
| ---- | ---------------------------------------- | ------------------------------------------------------------------------------ |
| 2002 | Welcome to Atlanta (Coast 2 Coast Remix) | Jermaine Dupri feat. Diddy, Murphy Lee & Snoop Dogg                            |
| 2003 | Do Ur Thing                              | Biz Markie feat. Diddy                                                         |
| 2005 | What You Been Drankin On                 | Jim Jones feat. Diddy                                                          |
| 2006 | Dance I Said                             | Erick Morillo feat. Diddy                                                      |
| 2006 | Me & U (Bad Boy Remix)                   | Cassie feat. Diddy                                                             |
| 2007 | The Boy of My Dreams                     | Solange Knowles feat. Diddy                                                    |
| 2007 | Get Buck in Here                         | DJ Felli Fel feat. Diddy, Akon, Ludacris & Lil Jon                             |
| 2008 | Take You There                           | Donnie Klang feat. Diddy                                                       |
| 2008 | Change                                   | T-Pain feat. Diddy, Akon & Mary J. Blige                                       |
| 2008 | When I Grow Up (Remix)                   | Pussycat Dolls feat. Diddy, Fatman Scoop & Busta Rhymes                        |
| 2008 | Arab Money (Remix Pt. 1)                 | Busta Rhymes feat. Diddy, Ron Browz, Swizz Beatz, T-Pain, Akon & Lil Wayne     |
| 2009 | Must Be Love                             | Cassie                                                                         |
| 2009 | Better on the Other Side                 | Game feat. Diddy, Chris Brown, Polow da Don, Mario Winans, Usher & Boyz II Men |
| 2009 | 1000 Stacks                              | Nelly feat. Diddy, The Notorious B.I.G.                                        |
| 2010 | Oh Let’s Do It (Remix)                   | Waka Flocka Flame feat. Diddy, Rick Ross & Gucci Mane                          |
| 2011 | U R A Million $ Girl'                    | Raquel feat. P. Diddy, Dorrough & Yo Gotty                                     |
| 2012 | Touch                                    | Dwaine feat. Trina, Keri Hilson & Diddy                                        |
| 2013 | Missin’ Ya                               | R. J. feat. P. Diddy, Wiz Khalifa & Dorrough                                   |

## Statistik

### Chartauswertung
|                     | DE    | AT    | CH    | UK    | US    |
| ------------------- | ----- | ----- | ----- | ----- | ----- |
| Nummer-eins-Alben   | DE—DE | AT1AT | CH1CH | UK—UK | US3US |
| Top-10-Alben        | DE2DE | AT1AT | CH3CH | UK2UK | US6US |
| Alben in den Charts | DE5DE | AT4AT | CH6CH | UK6UK | US7US |

|                       | DE     | AT     | CH     | UK     | US     |
| --------------------- | ------ | ------ | ------ | ------ | ------ |
| Nummer-eins-Singles   | DE2DE  | AT1AT  | CH2CH  | UK3UK  | US5US  |
| Top-10-Singles        | DE11DE | AT5AT  | CH11CH | UK11UK | US15US |
| Singles in den Charts | DE27DE | AT16AT | CH26CH | UK31UK | US39US |

### Auszeichnungen für Musikverkäufe
| Land/RegionAuszeichnungen für Musikverkäufe (Land/Region, Auszeichnungen, Verkäufe, Quellen) | Silber       | Gold       | Platin         | Verkäufe    | Quellen                       |
| -------------------------------------------------------------------------------------------- | ------------ | ---------- | -------------- | ----------- | ----------------------------- |
| Australien (ARIA)                                                                            | —            | 6× Gold6   | 15× Platin15   | 1.260.000   | aria.com.au                   |
| Belgien (BRMA)                                                                               | —            | 3× Gold3   | 5× Platin5     | 325.000     | ultratop.be                   |
| Brasilien (PMB)                                                                              | —            | 2× Gold2   | —              | 60.000      | pro-musicabr.org.br           |
| Dänemark (IFPI)                                                                              | —            | 5× Gold5   | 2× Platin2     | 375.000     | ifpi.dk                       |
| Deutschland (BVMI)                                                                           | —            | 4× Gold4   | 6× Platin6     | 3.400.000   | musikindustrie.de             |
| Europa (IFPI)                                                                                | —            | —          | Platin1        | (1.000.000) | ifpi.org                      |
| Frankreich (SNEP)                                                                            | 2× Silber2   | 3× Gold3   | —              | 765.300     | infodisc.fr                   |
| Italien (FIMI)                                                                               | —            | 3× Gold3   | Platin1        | 210.000     | fimi.it                       |
| Japan (RIAJ)                                                                                 | —            | 2× Gold2   | Platin1        | 350.000     | riaj.or.jp                    |
| Kanada (MC)                                                                                  | —            | 3× Gold3   | 7× Platin7     | 830.000     | musiccanada.com               |
| Neuseeland (RMNZ)                                                                            | —            | 10× Gold10 | 15× Platin15   | 485.000     | aotearoamusiccharts.co.nz NZ2 |
| Niederlande (NVPI)                                                                           | —            | Gold1      | 2× Platin2     | 200.000     | nvpi.nl                       |
| Norwegen (IFPI)                                                                              | —            | Gold1      | 2× Platin2     | 65.000      | ifpi.no NO2                   |
| Österreich (IFPI)                                                                            | —            | 2× Gold2   | 2× Platin2     | 150.000     | ifpi.at                       |
| Schweden (IFPI)                                                                              | —            | 3× Gold3   | 4× Platin4     | 205.000     | sverigetopplistan.se          |
| Schweiz (IFPI)                                                                               | —            | 2× Gold2   | 4× Platin4     | 220.000     | hitparade.ch                  |
| Spanien (Promusicae)                                                                         | —            | Gold1      | —              | 30.000      | elportaldemusica.es           |
| Vereinigte Staaten (RIAA)                                                                    | —            | 18× Gold18 | 43× Platin43   | 52.000.000  | riaa.com                      |
| Vereinigtes Königreich (BPI)                                                                 | 21× Silber21 | 7× Gold7   | 13× Platin13   | 13.460.000  | bpi.co.uk                     |
| Insgesamt                                                                                    | 23× Silber23 | 76× Gold76 | 123× Platin123 |             |                               |